# Velika mošeja v Djenneju
Velika mošeja v Djennéju(arabsko الجامع الكبير في جينيه, latinizirano: al-Jāmiʻ al-Kabīr fī Jinih) v sudansko-sahelskem arhitekturnem slogu je največja stavba iz nepečene opeke na svetu. Mošeja stoji v mestu Djenné v Maliju, ob poplavni ravnici reke Bani. Prva mošeja na tem mestu je bila zgrajena okoli 13. stoletja, sedanja stavba pa datira iz leta 1907. Poleg tega, da je središče skupnosti Djenné, je ena najbolj znanih znamenitosti v Afriki. Skupaj z arheološkimi najdišči pod naslovom »Old Towns of Djenné« (slovensko Mesto Djenné in njegova arheološka najdišča) jo je UNESCO leta 1988 uvrstil na seznam svetovne dediščine.

## Zgodovina
Djenné, mesto naseljeno že od leta 250 pr. n. št., je postalo tržno središče in pomembna povezava v transsaharski trgovini z zlatom. V 15. in 16. stoletju je bilo eno od središč za širjenje islama. Njegove tradicionalne hiše, od katerih se je ohranilo skoraj 2000, so zgrajene na vzpetinah (toguere) kot zaščita pred sezonskimi poplavami.
Gradnjo prve mošeje v Djennéju lahko datiramo v obdobje med letoma 1180 in 1330. Imam mošeje Es-Sadi je leta 1620 zapisal, da se je sultan Koi Kunboro leta 1180 pred 4200 ulemi javno spreobrnil v islam. Nato je svojo palačo dal na voljo vernikom in jo preuredili v prvo veliko mošejo v Djennéju. Njegova dva naslednika naj bi dodala stolpe in obzidje, tako da se danes kot datum ustanovitve navaja leto 1240.
Amadu Hammadi Bubu (tudi: Sékou Amadou ali Seku Amadu), ustanovitelj imperija Massina, je dal stavbo leta 1834 uničiti in jo nato pustil propadati. Propadanje je pospešila glinena konstrukcija, ki zahteva stalne preglede in vzdrževanje. Osvajalec je menil, da je mošeja, ki je bila zgrajena iz palače, preveč razkošna. Edini del prvotne stavbe, ki je ostal, je ograjen prostor z grobnicami lokalnih voditeljev. Druga mošeja je bila obnovljena leta 1896 na podlagi starih načrtov, vendar je bila bolj skromne zasnove. Vendar so jo porušili, da bi naredili prostor za sedanjo mošejo, ki je po velikosti in videzu podobna prvi. V tem času je bil Djenné del Francoske Zahodne Afrike, Francozi pa so začeli gradnjo mošeje in bližnje medrese ter ji nudili politično in finančno podporo. Gradnja sedanje Velike mošeje se je začela leta 1906 in je bila verjetno končana leta 1907 ali 1909. Ismaila Traoré, predsednik ceha zidarjev, je vodil in nadzoroval gradnjo. Vpliv francoskih inženirjev na videz mošeje je sporen.
Številne mošeje v Maliju so zdaj dobile električno napeljavo in sanitarne prostore. V nekaterih primerih so bile površine mošej obložene s ploščicami. Zgodovinski videz in strukturna celovitost stavb sta bila uničena. Čeprav je bila Velika mošeja v Djennéju opremljena z ozvočenjem, so se meščani Djennéja uspešno uprli zunanji posodobitvi stavbe. Odkar so bile leta 1996 za francosko izdajo ameriške revije Vogue posnete modne fotografije na strehi in v molilnici, nemuslimanom vstop v mošejo ni več dovoljen.
V začetku novembra 2009 se je južni stolp vzhodne fasade zrušil, potem ko je v 24 urah padlo 75 mm dežja. Rekonstrukcija stolpa poteka v okviru restavratorskih del od januarja 2009, financira pa jo Aga Khan Trust for Culture.

## Stavba
Stene Velike mošeje so zgrajene iz na soncu posušenih blatnih opek, imenovanih ferey, malte na osnovi gline in glinenega ometa, ki daje stavbi gladko površino. Glede na višino zidu so zidovi debeli med 41 in 61 cm. Debla palm (glej sliko), nameščena v stenah, so namenjena preprečevanju razpok v steni, ki jih povzročajo pogosta, zelo velika nihanja vlažnosti in temperature. Palmova debla štrlijo iz zidu in služijo kot odri za popravila.
Glinene stene izolirajo stavbo pred dnevno vročino, a se čez dan segrejejo, da jo ponoči ohranjajo toplo. Keramične cevi, ki štrlijo čez stene, zagotavljajo, da deževnica ne teče po stenah, kar bi bilo za glineno stavbo usodno. Molitveni zid (kibla) Velike mošeje je usmerjen proti vzhodu, proti Meki. Pred njim leži mestna tržnica. V kibli prevladujejo trije veliki minareti in osemnajst majhnih kupol. V vsakem minaretu vodi spiralno stopnišče na streho, ki je okronana s stožčastim zvonikom, ki se zaključi z nojevim jajcem.
Ena streha pokriva dejansko stavbo mošeje, druga polovica kompleksa pa služi kot odprta molilnica. Devetdeset lesenih stebrov v notranji molilnici podpira streho mošeje. Ko se v molilnici nabere toplota, se odprejo prezračevalne reže (več kot 100) v strehi, prekrite s keramičnimi ploščicami. Druga, odprta molilnica je na dvorišču za pokritim delom mošeje. Obdajajo ga zidovi na severu, jugu in zahodu, vzhodni del pa omejuje pokriti del mošeje. V obzidje so vgrajene arkade, ki obdajajo notranje dvorišče. Sprejme lahko več kot 2000 ljudi.
Škoda zaradi vode, zlasti poplave, je bila največja skrb arhitekta Traoréja pri gradnji mošeje. Letna poplava reke Bani spremeni Djenné v otok, poplavljeni pa so tudi deli mesta. Traoré je zato dal zgraditi mošejo na dvignjenem območju velikosti 5625 kvadratnih metrov. Do sedaj je bilo mošeji prizaneseno celo hudim poplavam.
Celoten kompleks se razprostira na površini 3200 kvadratnih metrov. Stavba molilnice zavzema skoraj natanko polovico površine. Petkova mošeja v Djennéju je dvoriščna mošeja z galerijo v slogu zgodnjega islama. Dvorišče meri 864 kvadratnih metrov, vključno z galerijami pa 1144 kvadratnih metrov. Mihrabski stolp se dviga več kot 18,5 metra visoko. Stopniščni in stranski stolpi so nižji, saj merijo 13 oziroma 17,5 metra. Da bi izravnali neravnine tal, mošeja stoji na podiju, visokem od 1,5 do 2 metra.

## Kulturni pomen
Na letnem festivalu, crepissage, ki običajno poteka aprila, prebivalci Djennéja skupaj popravijo škodo, ki jo je mošeji povzročila deževna sezona. Z glasbo in dobro hrano popravljajo razpoke v stenah, ki jih povzročajo nihanja vlažnosti in temperature. V dneh pred festivalom se v jamah pripravi glineni omet, potreben za popravilo. V nekaj dneh ga je treba večkrat premešati. To nalogo običajno prevzamejo fantje, ki se igrajo v pripravljenem glinenem ometu in ga mešajo. Ženske in dekleta nosijo vodo v jame in jo oskrbujejo z njo moške, ki delajo na odrih.
Festival se začne s tekmo med moškimi, ki prinašajo glineni omet iz jam v mošejo. Tam splezajo na oder iz palmovih debel, ki je vzidano v stene, in namažejo omet na površino mošeje. Delo vodijo člani zidarske zveze.
Velika mošeja v Djennéju je bila eno najpomembnejših islamskih središč v srednjem veku. Na tisoče študentov je prišlo sem preučevat Koran. Čeprav obstaja veliko mošej, ki so starejše od sedanje mošeje v Djennéju, je ta mošeja eden najpomembnejših simbolov mesta Djenné in zvezne države Mali. Njen status znamenitosti se odraža tudi v slogovnem vplivu na mošejo Mopti (1933), manjšo imitacijo v Franciji (1930) ali Muzej afriške umetnosti (2005) v Južni Koreji.
Mošeja je Čudežna stavba v zgodovinskih strateških igrah Sid Meier's Civilization V, Age of Empires II in Age of Empires IV.

## 3D dokumentacija z laserskim skeniranjem
3D dokumentacija mošeje Djenné je bila izvedena leta 2005 z uporabo zemeljskega laserskega skeniranja. To je bilo del projekta Zamani, katerega cilj je dokumentirati najdišča kulturne dediščine v 3D-tehnologiji, da bi ustvarili zapis za prihodnje generacije.